# Генеральное консульство Японии в Санкт-Петербурге
Генеральное консульство Японии в Санкт-Петербурге — консульское представительство Японии в Санкт-Петербурге. Расположено в Центральном районе Санкт-Петербурга, по адресу Набережная реки Мойки, 29; консульский отдел — по адресу Миллионная ул., 30.
Открыто 1 апреля 1971 года, одновременно с консульством Японии в городе Находка и консульствами России в городах Осака и Саппоро.
Нынешнее здание генконсульства в середине XIX века принадлежало князю Лобанову-Ростовскому, и было полностью реконструировано с достройкой третьего этажа в 1875 году, по проекту архитектора Мюллера.